# Amanita luteofusca
Amanita luteofusca é um fungo que pertence ao gênero de cogumelos Amanita na ordem Agaricales.